# Grand Theft Auto: Episodes from Liberty City
Grand Theft Auto: Episodes from Liberty City é uma coletânea com as expansões Grand Theft Auto IV: The Lost and Damned e Grand Theft Auto IV: The Ballad of Gay Tony de Grand Theft Auto IV (além da versão principal) lançada para Xbox 360, PlayStation 3 e PC.
É a primeira vez que ambas as expansões foram lançadas em mídia física, sendo que antes o único jeito de comprá-las era virtualmente, usando a Xbox Live, rede online do Xbox 360.
Episodes from Liberty City foi lançado em novembro de 2009 no Xbox 360 e seria lançado em março de 2010 para PlayStation 3 e PC, mas seu lançamento nessas plataformas foi adiado para o dia 16 de abril.